# Roze bril (single)
Roze bril is een single van de Nederlandse zanger, acteur en presentator Tim Immers uit 1996. Het stond in hetzelfde jaar als eerste track op het album 1000 Nachten, waar het de tweede single van was, na Liever dan lief.

## Achtergrond
Roze bril is geschreven en geproduceerd door John Ewbank. Het is een nederpoplied dat betrekking heeft met de uitdrukking "door een roze bril kijken". In het lied wordt bezongen hoe een slechte dag met roze bril een stuk beter is. Na het album ging Immers zijn eigen nummers schrijven, welke wat somberder gezind zijn. Hierover kreeg Immers vaak te horen dat hij zijn roze bril niet ophad, gehint naar dit nummer.

## Hitnoteringen
Het lied bereikte de twee grootste hitlijsten van Nederland. In de Mega Top 50 kwam het tot de achttiende plaats en stond het zes weken in die lijst. Het piekte op de 22e positie in de Top 40. In totaal was het vijf weken in de Top 40 te vinden. 